# Mariánský sloup (Třebechovice pod Orebem)
Mariánský sloup se nalézá na Masarykově náměstí v centru města Třebechovice pod Orebem v okrese Hradec Králové. Barokní pískovcový morový sloup od neznámého autora z roku 1709 tvoří architektonickou dominantu pravidelného prostoru náměstí a je chráněn od 28. června 2002 jako kulturní památka ČR. Národní památkový ústav tento morový sloup uvádí v katalogu památek pod rejstříkovým číslem ÚSKP 34789/6-718.

## Popis
Barokní morový sloup tvoří jednoduchý hranolový sokl s drobnou patkou a poměrně mohutnou profilovanou římsou. Ve stěnách soklu jsou nápisy. Ze soklu se zvedá vysoký štíhlý korintský sloup, na jehož vrcholku stojí na zeměkouli obtočené hadem Panna Marie se sepjatýma rukama a pohledem upřeným vzhůru. Panna Marie je oděna v dlouhé roucho, je prostovlasá a kolem hlavy má svatozář se sedmi hvězdami. 

## Galerie

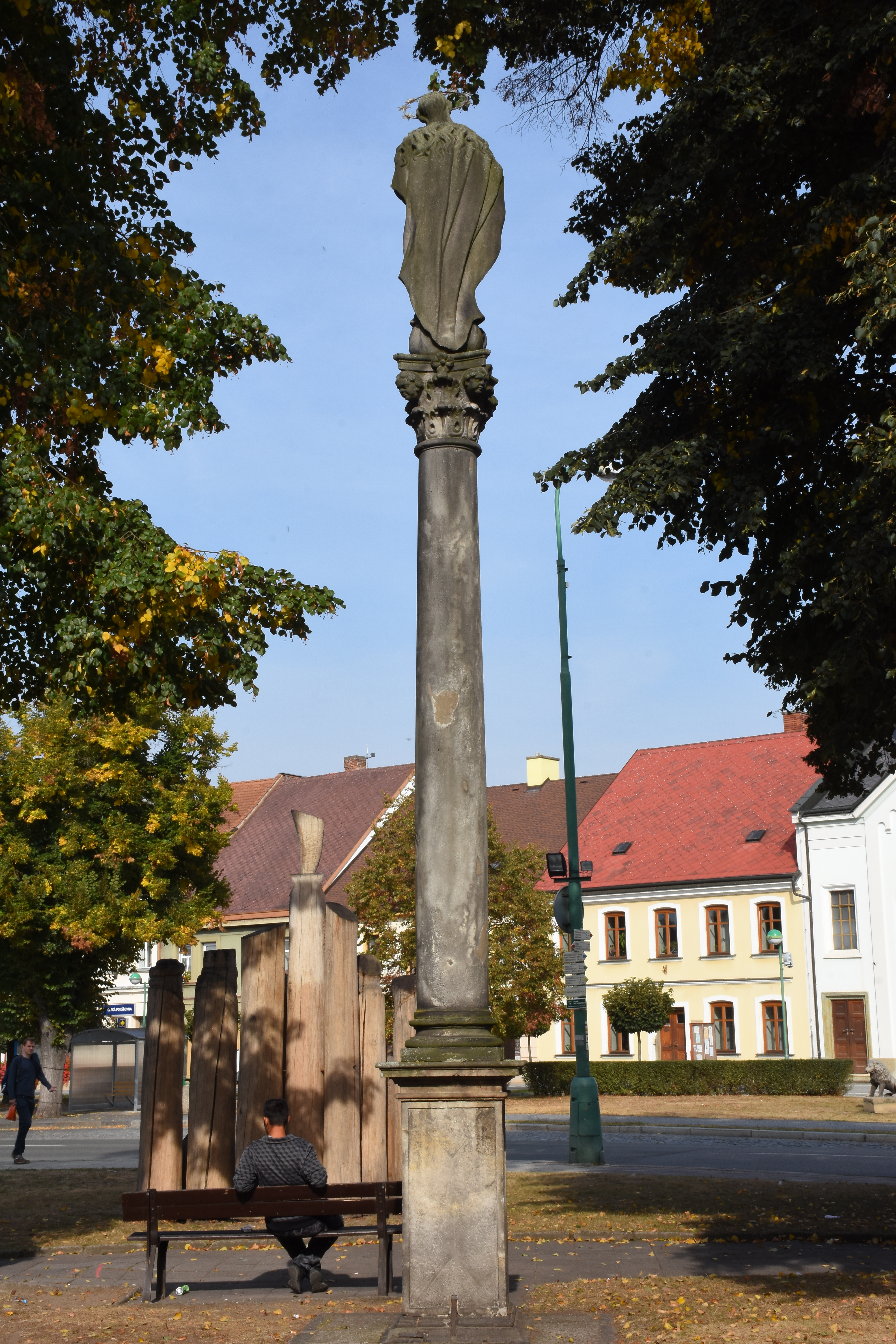
Mariánský sloup v Třebechovicích pod Orebem
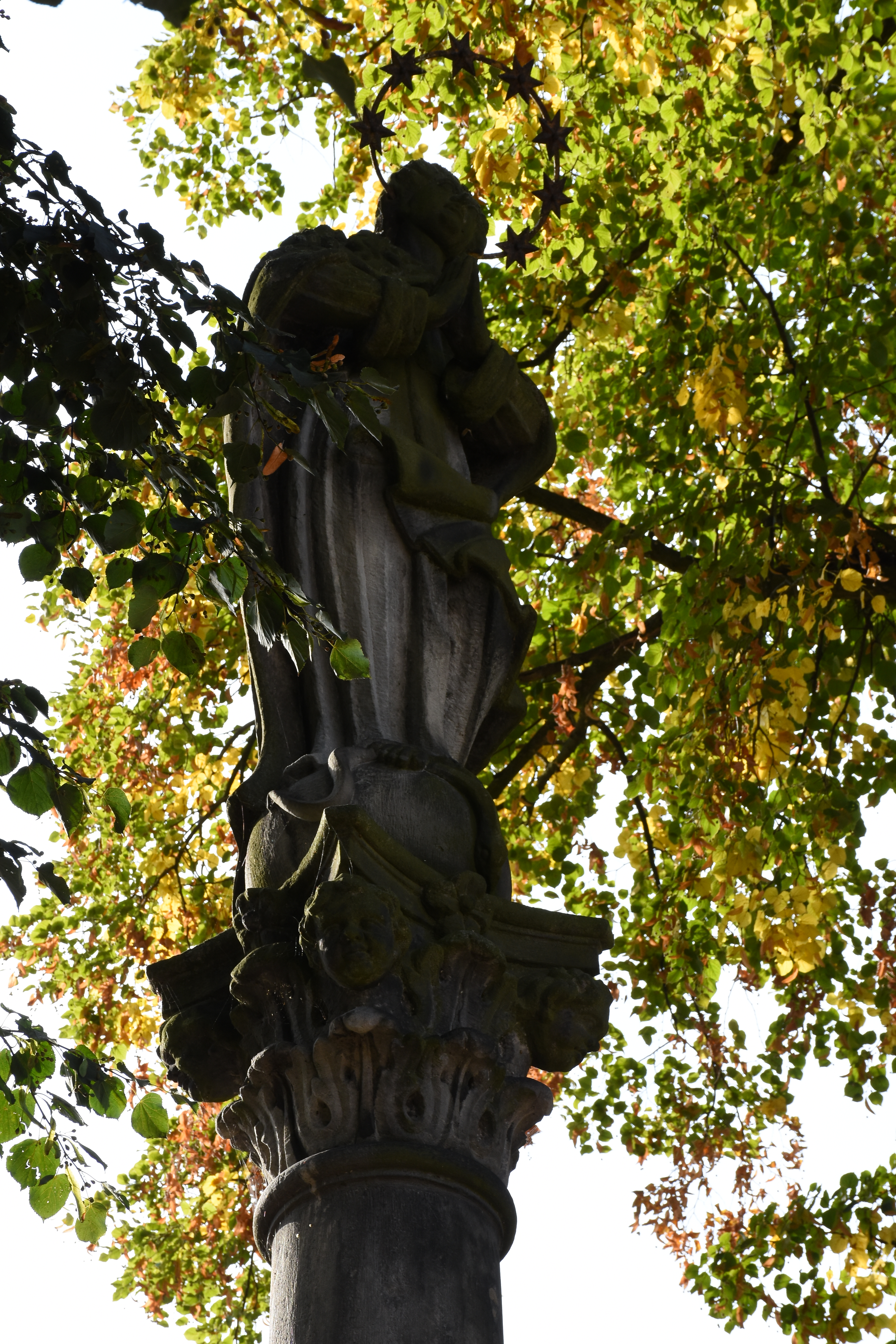
Mariánský sloup v Třebechovicích pod Orebem